# HC Roudnice nad Labem
HC Roudnice nad Labem (celým názvem: Hockey Club Roudnice nad Labem) je český klub ledního hokeje, který sídlí v Roudnici nad Labem v Ústeckém kraji. Založen byl v roce 1931. Svůj současný název nese od roku 1993. Od sezóny 2017/18 působí v Ústecké krajské lize, čtvrté české nejvyšší soutěži ledního hokeje. Klubové barvy jsou modrá a žlutá.
V klubu působí i oddíl ženského ledního hokeje, který v letech 2008–2017 působil v nejvyšší soutěži. Od sezóny 2017/18 působil v 1. lize, druhé české nejvyšší soutěži ženského ledního hokeje. V sezóně 2024/25 suverénně vyhrál 1. ligu skupiny A a v play-off si vybojoval účast v Extralize ženského hokeje.
Své domácí zápasy odehrává na zimním stadionu Roudnice nad Labem s kapacitou 1 000 diváků.

## Historie
Hokejový klub Roudnice nad Labem byl založen 28. srpna 1931 v restauraci „U Vágnerů”. Na zakládající schůzi klubu bylo stanoveno jméno klubu - “Hockey Club Roudnice nad Labem”. Jako účel klubu bylo stanoveno “pěstování ledních sportů“. Barvou klubu byla zvolena modrá a zlatá. Po celá ta desetiletí se mužstvo setkalo s řadou úspěchů i neúspěchů.
V roce 1993 byla obnovena činnost HC Roudnice nad Labem, jako samostatné právnické osoby. Na valné hromadě samostatného klubu HC konané dne 16. září 1993 byl zvolen následující výbor HC: Jiří Teplý – předseda, Stanislav Marek – pokladník, Jiří Novák – sekretář, Václav Kosejk – kustod, dále Milan Martinec, Pavel Fárka, Jan Nenadál, Vladimír Vodochodský, Břetislav Černý a prezidentem klubu se stal Luboš Matek.
HC Roudnice nad Labem se stali v sezóně 2005/06 přeborníkem Ústeckého kraje a zároveň se stali vítězem v krajské soutěži Středočeského kraje (KSM).
28. srpna 2006 byla slavnostně zahájena sezóna 2006/07. Byla to patrně sezóna průlomová. Po dobrých zkušenostech ze sezóny 2005/06, patrně nejúspěšnější v celé pětasedmdesátileté historii týmu, vedení sází na vznik „B“ týmu. „A“ mužstvo hrálo KP Ústeckého kraje a „B“ mužstvo KP II. třídy Středočeského kraje. Hlavní cíl HC Roudnice byl jasný - postoupit do 2. ligy. Po úspěších v minulé sezóně a po posílení mužstva kvalitními hráči to mělo být snadnější, než loni. Tým měl 2 nové obránce, 1 útočníka a brankáře, který hrál ve 2. lize. Významnými posilami byli například bývalí Sparťané Žemlička a Šrek.
Výhrou v únorovém hokejovém derby roku 2007 v Litoměřicích si Roudnice opět zajistili vítězství celé soutěže. Otevřela se tak před ní vysněná cesta - cesta do druhé ligy. Spojovacím tunelem byla ale obtížná play-off, které se tento celek nyní musel zúčastnit. Na zápasy chodily dříve pouze desítky lidí. Jak se ale zvyšoval úspěch roudnického hokeje, tak rostl i počet jejich příznivců. V té době měl „A“ tým mnoho fanoušků a pravidelných diváků.
Po postupu do 2. ligy (skupina Západ) obsadil v sezoně 2007/08 HC Roudnice 10. místo a udržel se v soutěži. V sezoně 2008/09 obsadila Roudnice v základní části 20. místo a to znamená sestup do krajských přeborů. V červenci Roudnice odkoupila licenci o 2. ligu od béčka Kadaně. Po sezoně 2010/11 klub prodává licenci do HC RT TORAX Poruba 2011 a od následující sezony začal hrát pouze krajský přebor.
Současnost
HC Roudnice v sezóně 2024/25 má maximální počet kategorií, tedy A-muži, A-ženy, junioři (Regionální liga juniorů), dorost (Regionální liga dorostu), 9. třídu (Liga 9. tříd), starší žáky (Liga starších žáků "B"), mladší žáky (Liga mladších žáků "B"), 4. třídu, 3. třídu, 2. třídu, 1. třídu a Hokejovou školičku bruslení.

## Historické názvy
Zdroj:
- 1931 – HC Roudnice nad Labem (Hockey Club Roudnice nad Labem)
- 1949 – TJ Sokol Benzina Roudnice nad Labem (Tělovýchovná jednota Sokol Benzina Roudnice nad Labem)
- 1951 – TJ Spartak Roudnice nad Labem (Tělovýchovná jednota Spartak Roudnice nad Labem)
- 1993 – HC Roudnice nad Labem (Hockey Club Roudnice nad Labem)

## Přehled ligové účasti

### Umístění mužů
Stručný přehled
Zdroj:
- 1936–1937: Středočeská III. třída – sk. Sever (5. ligová úroveň v Československu)
- 1937–1938: Středočeská II. třída – sk. Sever (4. ligová úroveň v Československu)
- 1938–1939: Středočeská I. B třída – sk. Sever (2. ligová úroveň v Československu)
- 1939–1940: Balounkova I. B třída – sk. Sever (3. ligová úroveň v Protektorátu Čechy a Morava)
- 1940–1943: Balounkova I. A třída – sk. Roudnice (2. ligová úroveň v Protektorátu Čechy a Morava)
- 1943–1944: Divize – sk. Sever (2. ligová úroveň v Protektorátu Čechy a Morava)
- 1945–1946: Divize – sk. Sever (2. ligová úroveň v Československu)
- 1946–1949: Středočeská divize – sk. B (2. ligová úroveň v Československu)
- 1949–1950: Oblastní soutěž – sk. A2 (2. ligová úroveň v Československu)
- 1950–1951: Oblastní soutěž – sk. B (2. ligová úroveň v Československu)
- 2003–2004: Ústecký krajský přebor (4. ligová úroveň v České republice)
- 2004–2005: Středočeská krajská soutěž – sk. B (5. ligová úroveň v České republice)
- 2005–2006: Středočeská krajská soutěž (5. ligová úroveň v České republice)
- 2006–2007: Ústecký krajský přebor (4. ligová úroveň v České republice)
- 2007–2011: 2. liga – sk. Západ (3. ligová úroveň v České republice)
- 2011–2012: Ústecká a Karlovarská krajská liga (4. ligová úroveň v České republice)
- 2012–2017: Pražská krajská liga (4. ligová úroveň v České republice)
- 2017– : Ústecká krajská liga (4. ligová úroveň v České republice)

Jednotlivé ročníky
Zdroj:
Legenda: ZČ - základní část, červené podbarvení - sestup, zelené podbarvení - postup, fialové podbarvení - reorganizace, změna skupiny či soutěže
| Československo (1936 – 1938)             |                                      |           |           |                                                            |                                         |
| Sezóny                                   | Soutěž                               | Úroveň    | ZČ        | Play-off, nadstavba, sk. o udržení...                      | Poznámky                                |
| 1936/37                                  | Středočeská III. třída – sk. Sever   | 5. úroveň | 1. místo  |                                                            | Postup                                  |
| 1937/38                                  | Středočeská II. třída – sk. Sever    | 4. úroveň | 1. místo  |                                                            | Reorganizace                            |
| 1938/39                                  | Středočeská I. B třída – sk. Sever   | 2. úroveň | 2. místo  |                                                            | Reorganizace                            |
| Protektorát Čechy a Morava (1939 – 1944) |                                      |           |           |                                                            |                                         |
| Sezóny                                   | Soutěž                               | Úroveň    | ZČ        | Play-off, nadstavba, sk. o udržení...                      | Poznámky                                |
| 1939/40                                  | Balounkova I. B třída – sk. Sever    | 3. úroveň | 1. místo  |                                                            | Postup                                  |
| 1940/41                                  | Balounkova I. A třída – sk. Roudnice | 2. úroveň | 2. místo  |                                                            |                                         |
| 1941/42                                  | Balounkova I. A třída – sk. Roudnice | 2. úroveň | ?. místo  |                                                            |                                         |
| 1942/43                                  | Balounkova I. A třída – sk. Roudnice | 2. úroveň | 1. místo  |                                                            | Reorganizace                            |
| 1943/44                                  | Divize – sk. Sever                   | 2. úroveň | 2. místo  |                                                            |                                         |
| Československo (1945 – 1993)             |                                      |           |           |                                                            |                                         |
| Sezóny                                   | Soutěž                               | Úroveň    | ZČ        | Play-off, nadstavba, sk. o udržení...                      | Poznámky                                |
| 1945/46                                  | Divize – sk. Sever                   | 2. úroveň | 4. místo  |                                                            | Změna skupiny                           |
| 1946/47                                  | Středočeská divize – sk. A           | 2. úroveň | 4. místo  |                                                            |                                         |
| 1947/48                                  | Středočeská divize – sk. A           | 2. úroveň | –. místo  |                                                            | Soutěž nedohrána                        |
| 1948/49                                  | Středočeská divize – sk. A           | 2. úroveň | 5. místo  |                                                            | Reorganizace                            |
| 1949/50                                  | Oblastní soutěž – sk. A2             | 2. úroveň | 4. místo  |                                                            | Změna skupiny                           |
| 1950/51                                  | Oblastní soutěž – sk. B              | 2. úroveň | 7. místo  |                                                            | Reorganizace                            |
| ...                                      |                                      |           |           |                                                            |                                         |
| Česko (1993 – )                          |                                      |           |           |                                                            |                                         |
| Sezóny                                   | Soutěž                               | Úroveň    | ZČ        | Play-off, nadstavba, sk. o udržení...                      | Poznámky                                |
| ...                                      |                                      |           |           |                                                            |                                         |
| 2003/04                                  | Ústecký krajský přebor               | 4. úroveň | 3. místo  |                                                            | Přechod do jiného kraje                 |
| 2004/05                                  | Středočeská krajská soutěž – sk. B   | 5. úroveň | 4. místo  | Finálová skupina (5. místo)                                | Reorganizace                            |
| 2005/06                                  | Středočeská krajská soutěž           | 5. úroveň | 1. místo  |                                                            | Přechod do jiného kraje                 |
| 2006/07                                  | Ústecký krajský přebor               | 4. úroveň | 1. místo  | Vítěz                                                      | Kvalifikace                             |
| 2007/08                                  | 2. liga – sk. Západ                  | 3. úroveň | 10. místo | Ne                                                         |                                         |
| 2008/09                                  | 2. liga – sk. Západ                  | 3. úroveň | 20. místo | Ne                                                         | Sestup; koupě licence od béčka Kadaně   |
| 2009/10                                  | 2. liga – sk. Západ                  | 3. úroveň | 10. místo | Ne                                                         |                                         |
| 2010/11                                  | 2. liga – sk. Západ                  | 3. úroveň | 8. místo  | Čtvrtfinále (prohra 1:2 na zápasy s HC Klášterec nad Ohří) | Prodej licence do Poruby                |
| 2011/12                                  | Ústecká a Karlovarská krajská liga   | 4. úroveň | 4. místo  | Nadstavba ÚS kraje (3. místo)                              | Přechod do jiného kraje                 |
| 2012/13                                  | Pražská krajská liga                 | 4. úroveň | 7. místo  | Skupina o umístění (7. místo)                              |                                         |
| 2013/14                                  | Pražská krajská liga                 | 4. úroveň | 4. místo  | Finálová skupina (4. místo)                                |                                         |
| 2014/15                                  | Pražská krajská liga                 | 4. úroveň | 9. místo  | Skupina o umístění (8. místo)                              |                                         |
| 2015/16                                  | Pražská krajská liga                 | 4. úroveň | 4. místo  |                                                            |                                         |
| 2016/17                                  | Pražská krajská liga                 | 4. úroveň | 3. místo  |                                                            | Přechod do jiného kraje                 |
| 2017/18                                  | Ústecká krajská liga                 | 4. úroveň | 6. místo  |                                                            |                                         |
| 2018/19                                  | Ústecká krajská liga                 | 4. úroveň | 5. místo  | Předkolo                                                   |                                         |
| 2019/20                                  | Ústecká krajská liga                 | 4. úroveň | 3. místo  | Semifinále                                                 |                                         |
| 2020/21                                  | Ústecká krajská liga                 | 4. úroveň | –. místo  |                                                            | sezóna zrušena kvůli pandemii covidu-19 |
| 2021/22                                  | Ústecká krajská liga                 | 4. úroveň | 5. místo  |                                                            |                                         |
| 2022/23                                  | Ústecká krajská liga                 | 4. úroveň | 2. místo  | Semifinále                                                 |                                         |
| 2023/24                                  | Ústecká krajská liga                 | 4. úroveň | 5. místo  |                                                            |                                         |
| 2024/25                                  | Ústecká krajská liga                 | 4. úroveň | 4. místo  | Semifinále                                                 |                                         |

### Umístění žen
Stručný přehled
Zdroj:
- 2008–2011: 1. liga (1. ligová úroveň v České republice)
- 2011–2012: 1. liga – sk. B (1. ligová úroveň v České republice)
- 2012–2016: 1. liga - divize A2 (1. ligová úroveň v České republice)
- 2016–2017: 1. liga - divize A1 (1. ligová úroveň v České republice)
- 2017– 2024: 1. liga – sk. A (2. ligová úroveň v České republice)
- 2024 -  : Extraliga ženského hokeje (nejvyšší ligová úroveň v České republice

Jednotlivé ročníky
Zdroj:
Legenda: ZČ - základní část, červené podbarvení - sestup, zelené podbarvení - postup, fialové podbarvení - reorganizace, změna skupiny či soutěže
| Česko (2008 – ) |                     |           |          |                                       |                    |
| Sezóny          | Soutěž              | Úroveň    | ZČ       | Play-off, nadstavba, sk. o udržení... | Poznámky           |
| 2008/09         | 1. liga             | 1. úroveň | ?. místo |                                       |                    |
| 2009/10         | 1. liga             | 1. úroveň | ?. místo |                                       |                    |
| 2010/11         | 1. liga             | 1. úroveň | ?. místo |                                       | Reorganizace       |
| 2011/12         | 1. liga – sk. B     | 1. úroveň | 2. místo | Nadstavba F (1. místo)                | Reorganizace       |
| 2012/13         | 1. liga - divize A2 | 1. úroveň | 1. místo |                                       |                    |
| 2013/14         | 1. liga - divize A2 | 1. úroveň | 1. místo |                                       |                    |
| 2014/15         | 1. liga - divize A2 | 1. úroveň | 6. místo |                                       |                    |
| 2015/16         | 1. liga - divize A2 | 1. úroveň | 1. místo |                                       | Změna skupiny      |
| 2016/17         | 1. liga - divize A1 | 1. úroveň | 5. místo |                                       | Reorganizace       |
| 2017/18         | 1. liga – sk. A     | 2. úroveň | 3. místo |                                       |                    |
| 2018/19         | 1. liga – sk. A     | 2. úroveň | 2. místo |                                       |                    |
| 2019/20         | 1. liga – sk. A     | 2. úroveň | 4. místo |                                       |                    |
| 2020/21         | 1. liga – sk. A     | 2. úroveň |          |                                       | nedohráno covid-19 |
| 2021/22         | 1. liga – sk. A     | 2. úroveň | 3. místo |                                       | Reorganizace       |
| 2022/23         | 1. liga – sk. A     | 2. úroveň | 2. místo |                                       |                    |
| 2023/24         | 1. liga – sk. A     | 2. úroveň | 1. místo | O postup do extraligy (výhra)         |                    |